# Companhia Taubaté Industrial
A Companhia Taubaté Industrial foi uma fábrica brasileira de tecidos, instalada no município de Taubaté. Foi uma das primeiras indústrias a se formarem no Vale do Paraíba e é considerada pioneira em vários aspectos. Chegou a ser uma das maiores indústrias do ramo da tecelagem na América Latina. A maior indústria têxtil da América Latina no começo do século 20 foi constituída legalmente em uma reunião realizada no dia 4 de maio de 1891. O primeiro presidente da C.T.I foi o Dr. Rodrigo Nazareth de Souza Reis, Waldemar Bertelsen foi o primeiro diretor comercial e Félix Guisard que foi prefeito da cidade de Taubaté, o primeiro diretor gerente.

## História

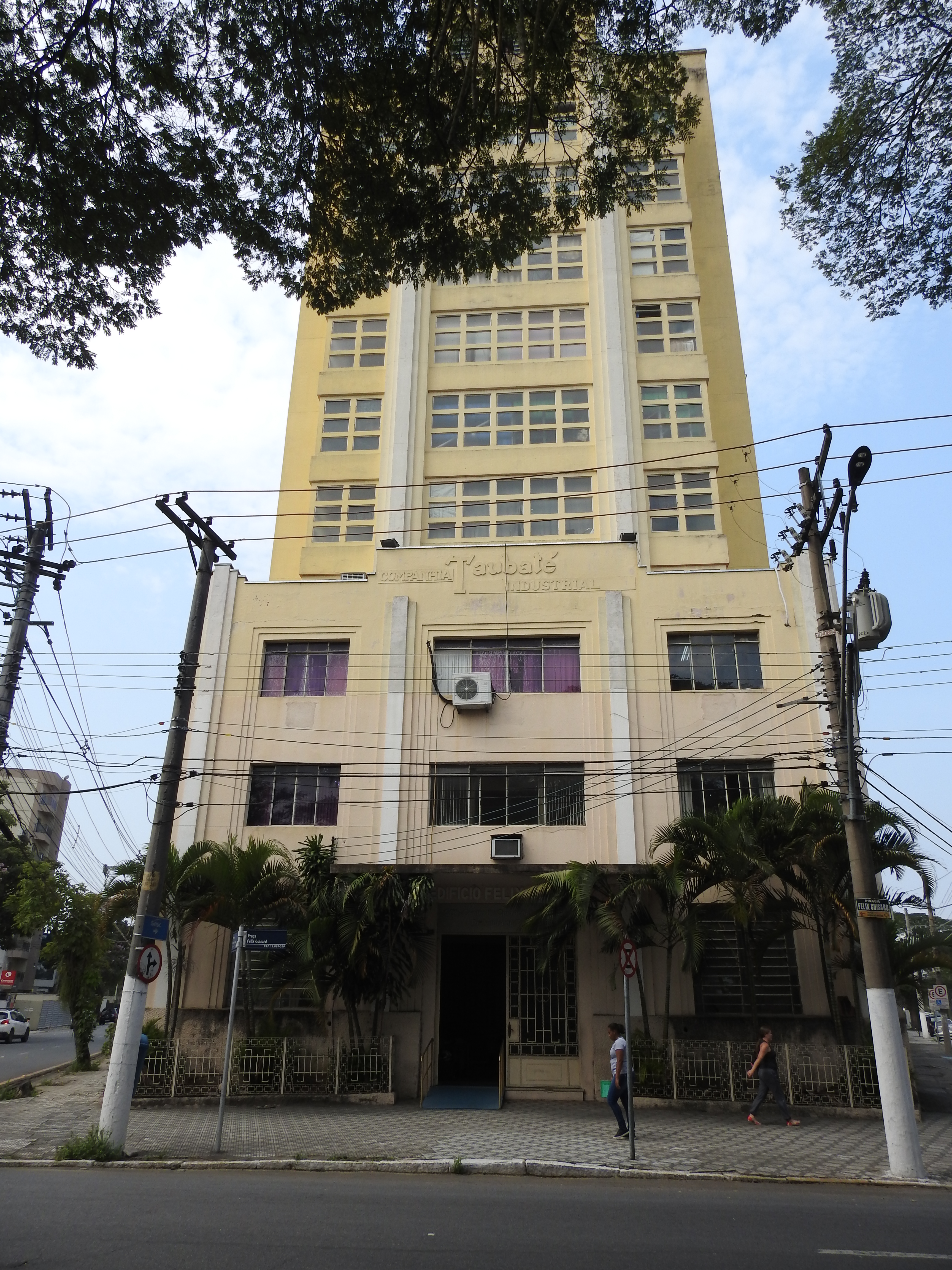
Torre.

Fundada em 1894 por Félix Guisard, a C.T.I. (Companhia Taubaté Industrial) era uma indústria têxtil de camisas e meias.
Na década de 30, após um projeto ambicioso, foi concebido o edifício que recebeu o nome do seu fundador, passando a ser conhecido como “Edifício Félix Guisard”. A torre com 12 andares e com um relógio no topo se tornou um símbolo da cidade.
O pernambucano Rodrigo Nazareth foi o homem que convenceu Felix Guisard a instalar a CTI (Companhia Taubaté Industrial) na cidade. Nazareth, ex-colega de seminário de Guisard, era o presidente do Banco Popular de Taubaté e garantiu a Guisard que aqui ele encontraria investidores e recursos energéticos para sua fábrica.
Ficou a cargo do engenheiro Fernando de Mattos construir a primeira fábrica. Mattos, que era dono das empresas Companhia Norte Paulista e Edificadora Progresso, recebeu ações da CTI em troca da construção do prédio.
A instalação da fábrica aconteceu graças à participação de grandes fazendeiros; seis deles detinham mais de 70% das ações.
A CTI era gerida por três diretores:
– Rodrigo Nazareth de Souza e Reis era o presidente, que cuidava da administração dos negócios.
– Felix Guisard era o diretor técnico, responsável por fazer a fábrica funcionar.
– Valdemar Bertelsen  era o diretor comercial, responsável pelas vendas.
O dinamarquês Valdemar Bertelsen era dono de uma loja de tecidos no Rio de Janeiro. Entrou como acionista da CTI por indicação de Felix Guisard.
A Jeanne Guisard, esposa de Felix, coube ensinar às primeiras operárias da fábrica o ofício de costurar meias e camisas de meias. Guisard, dono do expertise técnico, instruiu os homens sobre como lidar com o maquinário importado.
A empresa começou a funcionar em janeiro de 1893 com 170 funcionários. A mão de obra era formada por gente de Taubaté e região e também de migrantes de outras partes do país.
Em 1953 a C.T.I. foi vendida para Claudino Veloso Borges, e mais tarde, em 1970, foi vendida novamente para o grupo têxtil Nova América.
No ano de 1983 as atividades na C.T.I. pararam definitivamente. O prédio onde funcionava a companhia hoje abriga o Departamento de Arquitetura e Urbanismo da Unitau (Universidade de Taubaté).
A torre do relógio foi tombada pelo Condephaat (Conselho de Defesa do Patrimônio Histórico, Arqueológico, Artístico e Turístico), e em parte do edifício funciona o departamento de Ação Social da Prefeitura de Taubaté.

## Edifício Félix Guisard

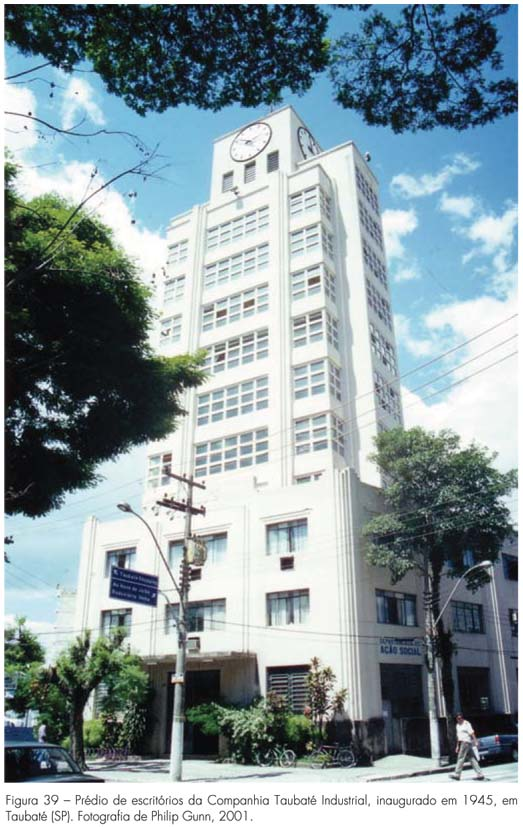
Edifício Félix Guisard, da C.T.I.

O edifício Félix Guisard, popularmente chamado de “prédio do relógio” é um prédio localizado na "praça da C.T.I.", na borda oeste da região central do município de Taubaté.
A torre é o ícone da cidade e possuí 4 grandes relógios, um mastro com a bandeira da cidade e uma sirene eletromecânica de 8 portas (ainda não se sabe muito sobre a sirene).
O edifício foi construído em 1945, e se utiliza da arquitetura art-deco (tudo indica que seja porem não é confirmado), em sua época de construção era um prédio bem diferenciado da arquitetura presente na cidade, com uma base em forma de trapézio e uma torre de 9 andares (sem contar a base) em forma retangular.
O principal objetivo do edifício era ser os escritórios da C.T.I. que funcionava até a fabrica falir, hoje funciona no lugar alguns departamentos da prefeitura.
O edifício possui um porão que dava acesso aos túneis que ligam todas as fabricas da C.T.I.